# Primi ministri della Grecia
Questo è l'elenco dei capi di governo della Grecia moderna, dalla sua istituzione durante la Rivoluzione Greca a oggi. Anche se sono state utilizzate diverse denominazioni ufficiali e semiufficiali durante i primi decenni dello Stato indipendente, il titolo di Primo Ministro è divenuta la designazione ufficiale dell'incarico almeno dal 1843. La numerazione nell'elenco è arbitraria e non ha valore ufficiale.

## Legenda
| Status legale    | Status legale          | Status legale                                                                           | Status legale                                            |
| ---------------- | ---------------------- | --------------------------------------------------------------------------------------- | -------------------------------------------------------- |
| Governo militare | Governo di transizione | Governo alternativo (non riconosciuto internazionalmente o senza il controllo di Atene) | Governo fantoccio (varato sotto l'occupazione dell'Asse) |

## Prima Repubblica (1822–1832)
I capi del governo provvisorio dello Stato greco durante la guerra d'indipendenza greca.Nota: tutte le date seguono il calendario giuliano.
| #                                                    | Nome (Nascita–Morte)                                          | Foto                                                 | Mandato                                              | Mandato                                              | Mandato                                                            | Partito                                              | Note |
| Amministrazione Provvisoria della Grecia (1822–1827) | Amministrazione Provvisoria della Grecia (1822–1827)          | Amministrazione Provvisoria della Grecia (1822–1827) | Amministrazione Provvisoria della Grecia (1822–1827) | Amministrazione Provvisoria della Grecia (1822–1827) | Amministrazione Provvisoria della Grecia (1822–1827)               | Amministrazione Provvisoria della Grecia (1822–1827) | Amministrazione Provvisoria della Grecia (1822–1827) |
| ---------------------------------------------------- | ------------------------------------------------------------- | ---------------------------------------------------- | ---------------------------------------------------- | ---------------------------------------------------- | ------------------------------------------------------------------ | ---------------------------------------------------- | --- |
| 1                                                    | Alexandros Mavrokordatos Αλέξανδρος Μαυροκορδάτος (1791–1865) |                                                      | 1                                                    | 13 gennaio 1822                                      | 10 maggio 1823                                                     | Nessuno                                              | Presidente dell'Esecutivo. |
| 2                                                    | Petros Mavromichalis Πέτρος Μαυρομιχάλης (1765–1848)          |                                                      |                                                      | 10 maggio 1823                                       | 31 dicembre 1823                                                   | Nessuno                                              | Presidente dell'Esecutivo. |
| 3                                                    | Geōrgios Kountouriōtīs Γεώργιος Κουντουριώτης (1782–1858)     |                                                      | 1                                                    | 31 dicembre 1823                                     | 26 aprile 1826                                                     | Nessuno                                              | Presidente dell'Esecutivo. |
| 4                                                    | Andreas Zaimīs Ανδρέας Ζαΐμης (1791–1840)                     |                                                      |                                                      | 26 aprile 1826                                       | 14 aprile 1827                                                     | Nessuno                                              | Presidente della Commissione Governativa. |
| Stato Ellenico (1828–1832)                           |                                                               |                                                      |                                                      |                                                      |                                                                    |                                                      | |
| 5                                                    | Giovanni Capodistria Ιωάννης Καποδίστριας (1776–1831)         |                                                      | 1                                                    | 30 marzo 1827                                        | 18 gennaio 1828                                                    | Nessuno                                              | Dall'elezione di Kapodistrias fino all'arrivo in Grecia il 18 gennaio 1828. Al suo posto governa una Commissione Deliberativa di Governo.                                                                                    |
| 5                                                    | Giovanni Capodistria Ιωάννης Καποδίστριας (1776–1831)         | 2                                                    | 18 gennaio 1828                                      | 9 ottobre 1831                                       | Governatore della Grecia, Capo di Stato e di Governo. Assassinato. | Nessuno                                              | |
| 6                                                    | Augustinos Kapodistrias Αυγουστίνος Καποδίστριας (1778–1857)  |                                                      |                                                      | 9 ottobre 1831                                       | 23 marzo 1832                                                      | Partito Russo                                        | Capo del Comitato Amministrativo, composto da sé stesso, Theodoros Kolokotronis e Ioannis Kolettis. Il Comitato si divide all'inizio di febbraio, e Kapodistrias lascia la sua carica, abbandonando la Grecia per la Russia. |

## Regno di Grecia - Dinastia Wittelsbach (1832–1862)
I capi di governo durante il regno di re Otto. Nota: tutte le date seguono il calendario giuliano.
| #                                    | Nome (Nascita–Morte)                                                              | Foto                           | Elezione                       | Mandato                        | Mandato                        | Mandato                        | Partito                        | Note |
| Monarchia Assoluta (1832–1843)       | Monarchia Assoluta (1832–1843)                                                    | Monarchia Assoluta (1832–1843) | Monarchia Assoluta (1832–1843) | Monarchia Assoluta (1832–1843) | Monarchia Assoluta (1832–1843) | Monarchia Assoluta (1832–1843) | Monarchia Assoluta (1832–1843) | Monarchia Assoluta (1832–1843)                                                                                  |
| ------------------------------------ | --------------------------------------------------------------------------------- | ------------------------------ | ------------------------------ | ------------------------------ | ------------------------------ | ------------------------------ | ------------------------------ | --- |
| 7                                    | Spiridon Trikoupis Σπυρίδων Τρικούπης (1788–1873)                                 |                                | —                              | 1                              | 25 gennaio 1833                | 3 aprile 1833                  | Partito Inglese                | Presidente del Consiglio dei Ministri.                                                                          |
| 7                                    | Spiridon Trikoupis Σπυρίδων Τρικούπης (1788–1873)                                 | 2                              | —                              | 3 aprile 1833                  | 12 ottobre 1833                |                                | Partito Inglese                | Presidente del Consiglio dei Ministri.                                                                          |
| 8                                    | Alexandros Mavrokordatos Αλέξανδρος Μαυροκορδάτος (1791–1865)                     |                                | —                              | 2                              | 12 ottobre 1833                | 31 maggio 1834                 | Partito Inglese                | Presidente del Consiglio dei Ministri.                                                                          |
| 9                                    | Ioannis Kolettis Ιωάννης Κωλέττης (1774–1847)                                     |                                | —                              | 1                              | 31 maggio 1834                 | 20 maggio 1835                 | Partito Francese               | Presidente del Consiglio dei Ministri.                                                                          |
| 10                                   | Count Josef Ludwig von Armansperg Κόμης Ιωσήφ Λουδοβίκος Άρμανσμπεργκ (1787–1853) |                                | —                              |                                | 20 maggio 1835                 | 2 febbraio 1837                | Nessuno                        | Primo Segretario di Stato.                                                                                      |
| 11                                   | Ignaz von Rudhart Ιγνάτιος φον Ρούτχαρτ (1790–1838)                               |                                | —                              |                                | 2 febbraio 1837                | 8 dicembre 1837                | Nessuno                        | Primo Segretario di Stato.                                                                                      |
| 12                                   | Re Otto Βασιλεύς Όθων (1815–1867)                                                 |                                | —                              | 1                              | 8 dicembre 1837                | 10 febbraio 1841               | Nessuno                        | Presiede personalmente il governo.                                                                              |
| 13                                   | Alexandros Mavrokordatos Αλέξανδρος Μαυροκορδάτος (1791–1865)                     |                                | —                              | 3                              | 10 febbraio 1841               | 10 agosto 1841                 | Partito Inglese                | Primo Segretario di Stato.                                                                                      |
| 14                                   | Re Otto Βασιλεύς Όθων (1815–1867)                                                 |                                | —                              | 2                              | 10 agosto 1841                 | 8 settembre 1843               | Nessuno                        | Presiede personalmente il governo.                                                                              |
| Monarchia Costituzionale (1843–1862) |                                                                                   |                                |                                |                                |                                |                                |                                | |
| 15                                   | Andreas Metaxas Ανδρέας Μεταξάς (1790–1860)                                       |                                | —                              |                                | 3 settembre 1843               | 16 febbraio 1844               | Partito Russo                  | Governo provvisorio in seguito al colpo di Stato del 3 settembre 1843. Elezioni per l'Assemblea Costituzionale. |
| 16                                   | Konstantinos Kanaris Κωνσταντίνος Κανάρης (1790–1877)                             |                                | —                              | 1                              | 16 febbraio 1844               | 30 marzo 1844                  | Partito Russo                  | Governo provvisorio. Adozione della costituzione del 1844.                                                      |
| 17                                   | Alexandros Mavrokordatos Αλέξανδρος Μαυροκορδάτος (1791–1865)                     |                                | —                              | 4                              | 30 marzo 1844                  | 6 agosto 1844                  | Partito Inglese                | Governo ad interim.                                                                                             |
| 18                                   | Ioannis Kolettis Ιωάννης Κωλέττης (1774–1847)                                     |                                | 1844 1847                      | 2                              | 6 agosto 1844                  | 5 settembre 1847               | Partito Francese               | Deceduto in carica.                                                                                             |
| 19                                   | Kitsos Tzavelas Κίτσος Τζαβέλας (1801–1855)                                       |                                | —                              |                                | 5 settembre 1847               | 4 marzo 1848                   | Partito Francese               | Incaricato da re Ottone I di Grecia di sostituire Kolettis.                                                     |
| 20                                   | Geōrgios Kountouriōtīs Γεώργιος Κουντουριώτης (1782–1858)                         |                                | —                              | 2                              | 4 marzo 1848                   | 15 ottobre 1848                | Nessuno                        | Capo di un governo di coalizione tra Partito Francese e Partito Russo.                                          |
| 21                                   | Konstantinos Kanaris Κωνσταντίνος Κανάρης (1790–1877)                             |                                | —                              | 2                              | 15 ottobre 1848                | 12 dicembre 1849               | Partito Russo                  | |
| 22                                   | Antōnios Kriezīs Αντώνιος Κριεζής (1796–1865)                                     |                                | 1850 1853                      |                                | 12 dicembre 1849               | 16 maggio 1854                 | Partito Inglese                | Si dimette dopo lo sbarco delle truppe francesi al Pireo.                                                       |
| 23                                   | Alexandros Mavrokordatos Αλέξανδρος Μαυροκορδάτος (1791–1865)                     |                                | —                              | 5                              | 16 maggio 1854                 | 22 settembre 1855              | Partito inglese                | Governo dell'occupazione instaurato dopo lo sbarco delle truppe francesi.                                       |
| 24                                   | Dimitrios Voulgaris Δημήτριος Βούλγαρης (1802–1878)                               |                                | 1856                           | 1                              | 22 settembre 1855              | 13 novembre 1857               | Partito Francese               | |
| 25                                   | Athanasios Miaoulīs Αθανάσιος Μιαούλης (1815–1867)                                |                                | 1859 1861                      |                                | 13 novembre 1857               | 26 maggio 1862                 | Militare                       | |
| 26                                   | Gennaios Kolokotronis Γενναίος Κολοκοτρώνης (1803–1868)                           |                                | —                              |                                | 26 maggio 1862                 | 10 ottobre 1862                | Militare                       | Deposizione di re Ottone I di Grecia dopo la rivolta del 10 ottobre                                             |
| Reggenza (1862–1863)                 |                                                                                   |                                |                                |                                |                                |                                |                                | |
| 27                                   | Dimitrios Voulgaris Δημήτριος Βούλγαρης (1802–1878)                               |                                | —                              | 2                              | 10 ottobre 1862                | 9 febbraio 1863                | Partito Francese               | Capo di un governo provvisorio.                                                                                 |
| 28                                   | Aristidis Moraitinis Αριστείδης Μωραϊτίνης (1806–1875)                            |                                | —                              |                                | 9 febbraio 1863                | 12 febbraio 1863               | Partito Russo                  | Presidente dell'Assemblea Nazionale.                                                                            |
| 29                                   | Zinovios Valvis Ζηνόβιος Βάλβης (1800–1886)                                       |                                | —                              | 1                              | 13 febbraio 1863               | 27 marzo 1863                  | Nessuno                        | Capo di un governo provvisorio nominato dall'Assemblea Nazionale.                                               |
| 30                                   | Diomīdīs Kiriakos Διομήδης Κυριακός (1811–1869)                                   |                                | —                              |                                | 27 marzo 1863                  | 29 aprile 1863                 | Nessuno                        | Capo di un governo provvisorio nominato dall'Assemblea Nazionale.                                               |
| 31                                   | Mpenizelos Roufōs Μπενιζέλος Ρούφος (1795–1868)                                   |                                | —                              | 1                              | 29 aprile 1863                 | 25 ottobre 1863                | Partito Francese               | Capo di un governo provvisorio nominato dall'Assemblea Nazionale.                                               |

## Regno di Grecia - Dinastia Glücksburg (1863–1924)
Capi di governo del primo periodo della dinastia Glücksburg
| #   | Nome (Nascita–Morte)                                                  | Foto | Elezione | Mandato | Mandato           | Mandato           | Partito                  | Note |
| --- | --------------------------------------------------------------------- | ---- | -------- | ------- | ----------------- | ----------------- | ------------------------ | --- |
| 33  | Dimitrios Voulgaris Δημήτριος Βούλγαρης (1802–1878)                   |      | —        | 3       | 6 novembre 1863   | 17 marzo 1864     | Partito Francese         | |
| 34  | Konstantinos Kanaris Κωνσταντίνος Κανάρης (1790–1877)                 |      | —        | 3       | 17 marzo 1864     | 28 aprile 1864    | Partito Russo            | Nuova Costituzione. |
| 35  | Zinovios Valvis Ζηνόβιος Βάλβης (1800–1886)                           |      | —        | 2       | 28 aprile 1864    | 7 agosto 1864     | Nessuno                  | |
| 36  | Konstantinos Kanaris Κωνσταντίνος Κανάρης (1790–1877)                 |      | —        | 4       | 7 agosto 1864     | 9 febbraio 1865   | Partito Russo            | |
| 37  | Mpenizelos Roufōs Μπενιζέλος Ρούφος (1795–1868)                       |      | —        | 2       | 9 febbraio 1865   | 14 marzo 1865     | Partito Francese         | |
| 38  | Alexandros Koumoundouros Αλέξανδρος Κουμουνδούρος (1817–1883)         |      | 1865     | 1       | 14 marzo 1865     | 1º novembre 1865  | Partito dei Nazionalisti | |
| 39  | Epameinondas Deligiorgis Επαμεινώνδας Δεληγιώργης (1829–1889)         |      | —        | 1       | 1º novembre 1865  | 15 novembre 1865  | Nessuno                  | |
| 40  | Dimitrios Voulgaris Δημήτριος Βούλγαρης (1802–1878)                   |      | —        | 4       | 15 novembre 1865  | 18 novembre 1865  | Nessuno                  | |
| 41  | Alexandros Koumoundouros Αλέξανδρος Κουμουνδούρος (1817–1883)         |      | —        | 2       | 18 novembre 1865  | 25 novembre 1865  | Partito dei Nazionalisti | |
| 42  | Epameinondas Deligiorgis Επαμεινώνδας Δεληγιώργης (1829–1889)         |      | —        | 2       | 25 novembre 1865  | 11 dicembre 1865  | Nessuno                  | |
| 43  | Mpenizelos Roufōs Μπενιζέλος Ρούφος (1795–1868)                       |      | —        | 3       | 11 dicembre 1865  | 21 giugno 1866    | Nessuno                  | |
| 44  | Dimitrios Voulgaris Δημήτριος Βούλγαρης (1802–1878)                   |      | —        | 5       | 21 giugno 1866    | 30 dicembre 1866  | Nessuno                  | |
| 45  | Alexandros Koumoundouros Αλέξανδρος Κουμουνδούρος (1817–1883)         |      | —        | 3       | 30 dicembre 1866  | 1º gennaio 1868   | Partito dei Nazionalisti | |
| 46  | Aristidis Moraitinis Αριστείδης Μωραϊτίνης (1806–1875)                |      | —        |         | 1º gennaio 1868   | 6 febbraio 1868   | Nessuno                  | |
| 47  | Dimitrios Voulgaris Δημήτριος Βούλγαρης (1802–1878)                   |      | 1868     | 6       | 6 febbraio 1868   | 6 febbraio 1869   | Nessuno                  | |
| 48  | Thrasivoulos Zaimis Θρασύβουλος Ζαΐμης (1829–1880)                    |      | 1869     | 1       | 6 febbraio 1869   | 22 luglio 1870    | Nessuno                  | |
| 49  | Epameinondas Deligiorgis Επαμεινώνδας Δεληγιώργης (1829–1889)         |      | —        | 3       | 22 luglio 1870    | 15 dicembre 1870  | Nessuno                  | |
| 50  | Alexandros Koumoundouros Αλέξανδρος Κουμουνδούρος (1817–1883)         |      | —        | 4       | 15 dicembre 1870  | 9 novembre 1871   | Partito dei Nazionalisti | |
| 51  | Thrasivoulos Zaimis Θρασύβουλος Ζαΐμης (1829–1880)                    |      | —        | 2       | 9 novembre 1871   | 6 gennaio 1872    | Nessuno                  | |
| 52  | Dimitrios Voulgaris Δημήτριος Βούλγαρης (1802–1878)                   |      | 1872     | 7       | 6 gennaio 1872    | 20 luglio 1872    | Nessuno                  | |
| 53  | Epameinondas Deligiorgis Επαμεινώνδας Δεληγιώργης (1829–1889)         |      | 1873     | 4       | 20 luglio 1872    | 21 febbraio 1874  | Nessuno                  | |
| 54  | Dimitrios Voulgaris Δημήτριος Βούλγαρης (1802–1878)                   |      | —        | 8       | 21 febbraio 1874  | 8 maggio 1875     | Nessuno                  | |
| 55  | Charilaos Trikoupis Χαρίλαος Τρικούπης (1832–1896)                    |      |          | 1       | 8 maggio 1875     | 27 ottobre 1875   | Partito Nuovo            | Introduzione del principio di maggioranza parlamentare. |
| 56  | Alexandros Koumoundouros Αλέξανδρος Κουμουνδούρος (1817–1883)         |      |          | 5       | 27 ottobre 1875   | 8 dicembre 1876   | Partito dei Nazionalisti | |
| 57  | Epameinondas Deligiorgis Επαμεινώνδας Δεληγιώργης (1829–1889)         |      |          | 5       | 8 dicembre 1876   | 13 dicembre 1876  | Nessuno                  | |
| 58  | Alexandros Koumoundouros Αλέξανδρος Κουμουνδούρος (1817–1883)         |      |          | 6       | 13 dicembre 1876  | 10 marzo 1877     | Partito dei Nazionalisti | |
| 59  | Epameinondas Deligiorgis Επαμεινώνδας Δεληγιώργης (1829–1889)         |      |          | 6       | 10 marzo 1877     | 1º giugno 1877    | Nessuno                  | |
| 60  | Alexandros Koumoundouros Αλέξανδρος Κουμουνδούρος (1817–1883)         |      |          | 7       | 1º giugno 1877    | 7 giugno 1877     | Partito dei Nazionalisti | |
| 61  | Konstantinos Kanaris Κωνσταντίνος Κανάρης (1790–1877)                 |      |          | 5       | 7 giugno 1877     | 14 settembre 1877 | Nessuno                  | Governo di unità nazionale. |
| 62  | Alexandros Koumoundouros Αλέξανδρος Κουμουνδούρος (1817–1883)         |      |          | 8       | 14 settembre 1877 | 2 novembre 1878   | Partito dei Nazionalisti | |
| 63  | Charilaos Trikoupis Χαρίλαος Τρικούπης (1832–1896)                    |      |          | 2       | 2 novembre 1878   | 7 novembre 1878   | Partito Nuovo            | |
| 64  | Alexandros Koumoundouros Αλέξανδρος Κουμουνδούρος (1817–1883)         |      |          | 9       | 7 novembre 1878   | 22 marzo 1880     | Partito dei Nazionalisti | |
| 65  | Charilaos Trikoupis Χαρίλαος Τρικούπης (1832–1896)                    |      |          | 3       | 22 marzo 1880     | 25 ottobre 1880   | Partito Nuovo            | |
| 66  | Alexandros Koumoundouros Αλέξανδρος Κουμουνδούρος (1817–1883)         |      |          | 10      | 25 ottobre 1880   | 15 marzo 1882     | Partito dei Nazionalisti | |
| 67  | Charilaos Trikoupis Χαρίλαος Τρικούπης (1832–1896)                    |      |          | 4       | 15 marzo 1882     | 1º maggio 1885    | Partito Nuovo            | |
| 68  | Theodōros Dīligiannīs Θεόδωρος Δηλιγιάννης (1820–1905)                |      |          | 1       | 1º maggio 1885    | 9 maggio 1886     | Partito dei Nazionalisti | |
| 69  | Dimitrios Valvis Δημήτριος Βάλβης (1814–1886)                         |      |          |         | 9 maggio 1886     | 21 maggio 1886    | Nessuno                  | |
| 70  | Charilaos Trikoupis Χαρίλαος Τρικούπης (1832–1896)                    |      |          | 5       | 21 maggio 1886    | 5 novembre 1890   | Partito Nuovo            | Tre mandati consecutivi. |
| 71  | Theodōros Dīligiannīs Θεόδωρος Δηλιγιάννης (1820–1905)                |      |          | 2       | 5 novembre 1890   | 1º marzo 1892     | Partito dei Nazionalisti | |
| 72  | Konstantinos Konstantopoulos Κωνσταντίνος Κωνσταντόπουλος (1832–1910) |      |          |         | 1º marzo 1892     | 22 giugno 1892    | Nessuno                  | |
| 73  | Charilaos Trikoupis Χαρίλαος Τρικούπης (1832–1896)                    |      |          | 6       | 22 giugno 1892    | 15 maggio 1893    | Partito Nuovo            | Dichiarata insolvenza pubblica. |
| 74  | Sotirios Sotiropoulos Σωτήριος Σωτηρόπουλος (1831–1898)               |      |          |         | 15 maggio 1893    | 11 novembre 1893  | Nessuno                  | |
| 75  | Charilaos Trikoupis Χαρίλαος Τρικούπης (1832–1896)                    |      |          | 7       | 11 novembre 1893  | 24 gennaio 1895   | Partito Nuovo            | |
| 76  | Nikolaos Deligiannis Νικόλαος Δηλιγιάννης (1845–1910)                 |      |          |         | 24 gennaio 1895   | 11 giugno 1895    | Partito dei Nazionalisti | |
| 77  | Theodōros Dīligiannīs Θεόδωρος Δηλιγιάννης (1820–1905)                |      |          | 3       | 11 giugno 1895    | 30 aprile 1897    | Partito dei Nazionalisti | |
| 78  | Dīmītrios Rallīs Δημήτριος Ράλλης (1844–1921)                         |      |          | 1       | 30 aprile 1897    | 3 ottobre 1897    | Nessuno                  | |
| 79  | Alexandros Zaimīs Αλέξανδρος Ζαΐμης (1855–1936)                       |      |          | 1       | 3 ottobre 1897    | 14 aprile 1899    | Nessuno                  | |
| 80  | Georgios Theotokis Γεώργιος Θεοτόκης (1844–1916)                      |      |          | 1       | 14 aprile 1899    | 25 novembre 1901  | Partito Nuovo            | |
| 81  | Alexandros Zaimīs Αλέξανδρος Ζαΐμης (1855–1936)                       |      |          | 2       | 25 novembre 1901  | 6 dicembre 1902   | Nessuno                  | |
| 82  | Theodōros Dīligiannīs Θεόδωρος Δηλιγιάννης (1820–1905)                |      |          | 4       | 6 dicembre 1902   | 27 giugno 1903    | Partito dei Nazionalisti | |
| 83  | Georgios Theotokis Γεώργιος Θεοτόκης (1844–1916)                      |      |          | 2       | 27 giugno 1903    | 11 luglio 1903    | Partito Nuovo            | |
| 84  | Dīmītrios Rallīs Δημήτριος Ράλλης (1844–1921)                         |      |          | 2       | 11 luglio 1903    | 19 dicembre 1903  | Nessuno                  | |
| 85  | Georgios Theotokis Γεώργιος Θεοτόκης (1844–1916)                      |      |          | 3       | 19 dicembre 1903  | 29 dicembre 1904  | Partito Nuovo            | |
| 86  | Theodōros Dīligiannīs Θεόδωρος Δηλιγιάννης (1820–1905)                |      |          | 5       | 29 dicembre 1904  | 13 giugno 1905    | Partito dei Nazionalisti | |
| 87  | Dīmītrios Rallīs Δημήτριος Ράλλης (1844–1921)                         |      |          | 3       | 22 giugno 1905    | 21 dicembre 1905  | Nessuno                  | |
| 89  | Georgios Theotokis Γεώργιος Θεοτόκης (1844–1916)                      |      |          | 4       | 21 dicembre 1905  | 29 luglio 1909    | Partito Nuovo            | |
| 90  | Dīmītrios Rallīs Δημήτριος Ράλλης (1844–1921)                         |      |          | 4       | 29 luglio 1909    | 28 agosto 1909    | Nessuno                  | |
| 91  | Kyriakoulis Mavromichalis Κυριακούλης Μαυρομιχάλης (1849–1916)        |      |          |         | 28 agosto 1909    | 31 gennaio 1910   | Nessuno                  | |
| 92  | Stephanos Dragoumis Στέφανος Δραγούμης (1842–1923)                    |      |          |         | 31 gennaio 1910   | 18 ottobre 1910   | Nessuno                  | |
| 93  | Eleutherios Venizelos Ελευθέριος Βενιζέλος (1864–1936)                |      |          | 1       | 18 ottobre 1910   | 10 marzo 1915     | Partito dei Liberali     | Adottata la nuova Costituzione del 1911. |
| 94  | Dīmītrios Gounarīs Δημήτριος Γούναρης (1866–1922)                     |      |          | 1       | 10 marzo 1915     | 23 agosto 1915    | Nessuno                  | |
| 95  | Eleutherios Venizelos Ελευθέριος Βενιζέλος (1864–1936)                |      |          | 2       | 23 agosto 1915    | 7 ottobre 1915    | Partito dei Liberali     | Dimessosi a causa di divergenze con il re sulla questione dell'entrata in guerra della Grecia. Inizia lo scisma nazionale.                                                                      |
| 96  | Alexandros Zaimīs Αλέξανδρος Ζαΐμης (1855–1936)                       |      |          | 3       | 7 ottobre 1915    | 7 novembre 1915   | Nessuno                  | |
| 97  | Stephanos Skouloudis Στέφανος Σκουλούδης (1836–1928)                  |      |          |         | 7 novembre 1915   | 22 giugno 1916    | Nessuno                  | |
| 98  | Alexandros Zaimīs Αλέξανδρος Ζαΐμης (1855–1936)                       |      |          | 4       | 22 giugno 1916    | 16 settembre 1916 | Nessuno                  | |
| 99  | Nikolaos Kalogeropoulos Νικόλαος Καλογερόπουλος (1853–1927)           |      |          | 1       | 16 settembre 1916 | 10 ottobre 1916   | Nessuno                  | |
|     | Eleutherios Venizelos Ελευθέριος Βενιζέλος (1864–1936)                |      |          |         | 19 settembre 1916 | 27 giugno 1917    | Partito dei Liberali     | Il rivale "governo di difesa nazionale" controlla Creta e la Grecia settentrionale. Riconosciuto dagli Alleati il 19 dicembre 1916, decide di far entrare il Paese nella prima guerra mondiale. |
| 100 | Spyridon Lambros Σπυρίδων Λάμπρος (1851–1919)                         |      |          |         | 10 ottobre 1916   | 5 febbraio 1917   | Nessuno                  | Governo leale al re; controlla la Grecia meridionale. |
| 101 | Alexandros Zaimīs Αλέξανδρος Ζαΐμης (1855–1936)                       |      |          | 5       | 5 febbraio 1917   | 27 giugno 1917    | Nessuno                  | Governo leale al re; controlla la Grecia meridionale. |
| 102 | Eleutherios Venizelos Ελευθέριος Βενιζέλος (1864–1936)                |      |          | 3       | 27 giugno 1917    | 18 novembre 1920  | Partito dei Liberali     | Dopo l'ultimatum degli Alleati, re Costantino I abdica. La Grecia entra ufficialmente in guerra.                                                                                                |
| 103 | Dīmītrios Rallīs Δημήτριος Ράλλης (1844–1921)                         |      |          | 5       | 18 novembre 1920  | 6 febbraio 1921   | Partito Populista        | |
| 104 | Nikolaos Kalogeropoulos Νικόλαος Καλογερόπουλος (1853–1927)           |      |          | 2       | 6 febbraio 1921   | 8 aprile 1921     | Partito Populista        | |
| 105 | Dīmītrios Gounarīs Δημήτριος Γούναρης (1866–1922)                     |      |          | 2       | 8 aprile 1921     | 16 maggio 1922    | Partito Populista        | |
| 106 | Nikolaos Stratos Νικόλαος Στράτος (1872–1922)                         |      |          |         | 16 maggio 1922    | 22 maggio 1922    | Partito Populista        | |
| 107 | Petros Prōtopapadakīs Πέτρος Πρωτοπαπαδάκης (1860–1922)               |      |          |         | 22 maggio 1922    | 10 settembre 1922 | Partito Populista        | |
| 108 | Nikolaos Triantaphyllakos Νικόλαος Τριανταφυλλάκος (1855–1939)        |      |          |         | 10 settembre 1922 | 29 settembre 1922 | Nessuno                  | Colpo di Stato militare dopo la disfatta in Asia Minore. |
| 109 | Anastasios Charalambis Αναστάσιος Χαραλάμπης (1862–1949)              |      |          |         | 29 settembre 1922 | 30 settembre 1922 | Generale dell'Army Lt.   | Primo ministro per un giorno, in assenza di Sotirios Krokidas da Atene. |
| 110 | Sōtīrios Krokidas Σωτήριος Κροκιδάς (1852–1924)                       |      |          |         | 30 settembre 1922 | 27 novembre 1922  | Nessuno                  | Capo di un governo ad interim. Si dimette dopo il Processo dei Sei. |
| 111 | Stylianos Gonatas Στυλιανός Γονατάς (1876–1966)                       |      |          |         | 27 novembre 1922  | 15 gennaio 1924   | Generale                 | Il 15 gennaio 1924 Plastiras e Gonatas lasciano il potere al Parlamento. |
| 112 | Eleutherios Venizelos Ελευθέριος Βενιζέλος (1864–1936)                |      |          | 4       | 24 gennaio 1924   | 19 febbraio 1924  | Partito dei Liberali     | |
| 113 | Georgios Kafantaris Γεώργιος Καφαντάρης (1873–1946)                   |      |          |         | 19 febbraio 1924  | 12 marzo 1924     | Nessuno                  | |

## Seconda Repubblica ellenica (1924–1935)
| Nominativo (Nascita–Morte)     | Nominativo (Nascita–Morte) | Nominativo (Nascita–Morte)                                    | Mandato         | Mandato         | Partito                     | Note                                                                                      | Elezione |
| Nominativo (Nascita–Morte)     | Nominativo (Nascita–Morte) | Nominativo (Nascita–Morte)                                    | Inizio          | Fine            | Partito                     | Note                                                                                      | Elezione |
| ------------------------------ | -------------------------- | ------------------------------------------------------------- | --------------- | --------------- | --------------------------- | ----------------------------------------------------------------------------------------- | -------- |
|                                |                            | Alexandros Papanastasiou Αλέξανδρος Παπαναστασίου (1876–1936) | 12 marzo 1924   | 24 luglio 1924  | Indipendente                | Il 25 marzo viene proclamata la Repubblica, poi confermata da un plebiscito il 13 aprile. | –        |
|                                |                            | Themistoklīs Sofoulīs Θεμιστοκλής Σοφούλης (1862–1949)        | 24 luglio 1924  | 7 ottobre 1924  | Partito dei Liberali        |                                                                                           | –        |
|                                |                            | Andreas Michalakopoulos Ανδρέας Μιχαλακόπουλος (1876–1938)    | 7 ottobre 1924  | 26 giugno 1925  | Partito dei Liberali        | Rovesciato da un colpo di Stato.                                                          | –        |
|                                |                            | Theodoros Pangalos Θεόδωρος Πάγκαλος (1878–1952)              | 25 giugno 1925  | 19 luglio 1926  | Generale                    | Dittatura.                                                                                | –        |
|                                |                            | Athanasios Eutaxias Αθανάσιος Ευταξίας (1849–1931)            | 19 luglio 1926  | 23 agosto 1926  | Indipendente                | Sotto la dittatura di Theodoros Pangalos.                                                 | –        |
|                                |                            | Georgios Kondylis Γεώργιος Κονδύλης (1879–1936)               | 23 agosto 1926  | 4 dicembre 1926 | Generale                    | Rovescia Pangalos, capo di un governo ad interim.                                         | –        |
|                                |                            | Alexandros Zaimīs Αλέξανδρος Ζαΐμης (1855–1936)               | 4 dicembre 1926 | 17 agosto 1927  | Indipendente                | Nessun partito vinse le elezioni. Candidato di compromesso per un "governo ecumenico".    | 1926     |
| 17 agosto 1927                 | 8 febbraio 1928            | Alexandros Zaimīs Αλέξανδρος Ζαΐμης (1855–1936)               |                 |                 | Indipendente                | Nessun partito vinse le elezioni. Candidato di compromesso per un "governo ecumenico".    | 1926     |
| 8 febbraio 1928                | 4 luglio 1928              | Alexandros Zaimīs Αλέξανδρος Ζαΐμης (1855–1936)               |                 |                 | Indipendente                | Nessun partito vinse le elezioni. Candidato di compromesso per un "governo ecumenico".    | 1926     |
|                                |                            | Eleutherios Venizelos Ελευθέριος Βενιζέλος (1864–1936)        | 4 luglio 1928   | 7 giugno 1929   | Partito dei Liberali        | Vinse le elezioni 1928. Trattato di amicizia con la Turchia (1930) e riforme agrarie.     | 1928     |
| 7 giugno 1929                  | 16 dicembre 1929           | Eleutherios Venizelos Ελευθέριος Βενιζέλος (1864–1936)        |                 |                 | Partito dei Liberali        | Vinse le elezioni 1928. Trattato di amicizia con la Turchia (1930) e riforme agrarie.     | 1928     |
| 16 dicembre 1929               | 26 maggio 1932             | Eleutherios Venizelos Ελευθέριος Βενιζέλος (1864–1936)        |                 |                 | Partito dei Liberali        | Vinse le elezioni 1928. Trattato di amicizia con la Turchia (1930) e riforme agrarie.     | 1928     |
|                                |                            | Alexandros Papanastasiou Αλέξανδρος Παπαναστασίου (1876–1936) | 26 maggio 1932  | 5 giugno 1932   | Partito Laburista Contadino |                                                                                           | 1928     |
|                                |                            | Eleutherios Venizelos Ελευθέριος Βενιζέλος (1864–1936)        | 5 giugno 1932   | 3 novembre 1932 | Partito dei Liberali        | –                                                                                         | 1928     |
|                                |                            | Panagīs Tsaldarīs Παναγής Τσαλδάρης (1868–1936)               | 3 novembre 1932 | 16 gennaio 1933 | Partito Populista           | –                                                                                         | 1932     |
|                                |                            | Eleutherios Venizelos Ελευθέριος Βενιζέλος (1864–1936)        | 16 gennaio 1933 | 6 marzo 1933    | Partito dei Liberali        | Perse le elezioni del 5 marzo 1933; scoppio della pro-Venizelos; colpo di Stato militare. | 1932     |
|                                |                            | Alexandros Othonaios Αλέξανδρος Οθωναίος (1879–1970)          | 6 marzo 1933    | 10 marzo 1933   | Tenente Generale            | Capo del governo di emergenza militare nel 1933.                                          | 1932     |
|                                |                            | Panagīs Tsaldarīs Παναγής Τσαλδάρης (1868–1936)               | 10 marzo 1933   | 10 ottobre 1935 | Partito Populista           | –                                                                                         | 1933     |
| Rovesciato dalle forze armate. | 1935                       | Panagīs Tsaldarīs Παναγής Τσαλδάρης (1868–1936)               | 10 marzo 1933   | 10 ottobre 1935 | Partito Populista           |                                                                                           |          |

## Regno di Grecia - Dinastia Schleswig-Holstein-Sonderburg-Glücksburg restaurata (1935–1973)
I capi di governo durante il secondo periodo della dinastia Glücksburg, incluso il governo rivale durante la Seconda Guerra Mondiale e la Guerra Civile, ed il regime militare del 1967-74.
| Nominativo (Nascita–Morte)     | Nominativo (Nascita–Morte) | Nominativo (Nascita–Morte)                                           | Mandato           | Mandato                   | Partito                                                       | Note | Elezione                                                           |
| Nominativo (Nascita–Morte)     | Nominativo (Nascita–Morte) | Nominativo (Nascita–Morte)                                           | Inizio            | Fine                      | Partito                                                       | Note | Elezione                                                           |
| ------------------------------ | -------------------------- | -------------------------------------------------------------------- | ----------------- | ------------------------- | ------------------------------------------------------------- | --- | ------------------------------------------------------------------ |
|                                |                            | Georgios Kondylis Γεώργιος Κονδύλης (1879–1936)                      | 10 ottobre 1935   | 30 novembre 1935          | Generale                                                      | Capo del piccolo Partito Radicale Nazionale. Confermato da un referendum. Reggente fino al ritorno del Re Giorgio II il 3 novembre 1935.              |                                                                    |
|                                |                            | Konstantinos Demertzis Κωνσταντίνος Δεμερτζής (1876–1936)            | 30 novembre 1935  | 12 aprile 1936            | Indipendente                                                  | Professore di Legge, inizialmente capo del governo di transizione. Capo del governo di compromesso dopo lo stallo delle elezioni del 1936.            | 1936                                                               |
|                                |                            | Ioannis Metaxas Ιωάννης Μεταξάς (1871–1941)                          | 13 aprile 1936    | 29 gennaio 1941           | Partito della Libera Opinione (1936) Indipendente (1936-1941) | Ex generale. Vice presidente del governo di Demertzis. Sospese il Parlamento e stabilì una dittatura il 4 agosto 1936.                                | –                                                                  |
|                                |                            | Alexandros Korizis (1885–1941)                                       | 29 gennaio 1941   | 18 aprile 1941            | Indipendente                                                  | Presidente della Banca di Grecia, nominato da Re Giorgio II come Primo Ministro. Si suicida dopo l'ingresso delle truppe tedesche ad Atene.           | –                                                                  |
|                                |                            | Emmanouil Tsouderos Εμμανουήλ Τσουδερός (1882–1956)                  | 21 aprile 1941    | 13 aprile 1944            | Indipendente                                                  | Presidente della Banca di Grecia, nominato da Re Giorgio II. In esilio a Londra e poi al Cairo dal 29 aprile 1941.                                    | –                                                                  |
|                                |                            | Georgios Tsolakoglu Γεώργιος Τσολάκογλου (1886–1948)                 | 29 aprile 1941    | 2 dicembre 1942           | Indipendente                                                  | Primo capo del governo collaborazionista sotto l'occupazione dell'Asse. Si dimette dopo la svalutazione fiscale della Grecia dalle potenze occupanti. | –                                                                  |
|                                |                            | Konstantinos Logothetopoulos Κωνσταντίνος Λογοθετόπουλος (1878–1961) | 2 dicembre 1942   | 7 aprile 1943             | Indipendente                                                  | Professore di Medicina. Capo del governo collaborazionista. Costretto a dimettersi.                                                                   | –                                                                  |
|                                |                            | Iōannīs Rallīs Ιωάννης Ράλλης (1878–1946)                            | 7 aprile 1943     | 12 ottobre 1944           | Partito Populista                                             | Capo del governo collaborazionista nell'ambito dell'occupazione delle forze dell'Asse.                                                                | –                                                                  |
|                                |                            | Evripidis Mpakirtzis Ευριπίδης Μπακιρτζής (1895–1947)                | 10 marzo 1944     | 18 aprile 1944            | Partito Comunista di Grecia                                   | Presidenti del Comitato Politico di Liberazione Nazionale (PEEA).                                                                                     | –                                                                  |
|                                |                            | Alexandros Svolos Αλέξανδρος Σβώλος (1892–1952)                      | 18 aprile 1944    | 2 settembre 1944          | Indipendente                                                  | Professore di Legge | –                                                                  |
|                                |                            | Sofoklīs Venizelos Σοφοκλής Βενιζέλος (1894–1964)                    | 13 aprile 1944    | 26 aprile 1944            | Partito dei Liberali                                          | Capo del governo in esilio, riconosciuta a livello internazionale al Cairo.                                                                           | –                                                                  |
|                                |                            | Geōrgios Papandreou Γεώργιος Παπανδρέου (1888–1968)                  | 26 aprile 1944    | 3 gennaio 1945            | Indipendente                                                  | Capo del governo in esilio, riconosciuta a livello internazionale al Cairo. Rimpatriato 18 ottobre 1944, dimessosi nel corso del Dekemvriana.         | –                                                                  |
|                                |                            | Nikolaos Plastiras Νικόλαος Πλαστήρας (1883–1953)                    | 3 gennaio 1945    | 9 aprile 1945             | Partito dei Liberali                                          | Generale a riposo. | –                                                                  |
|                                |                            | Petros Voulgaris Πέτρος Βούλγαρης (1884–1957)                        | 9 aprile 1945     | 11 agosto 1945            | Contrammiraglio                                               | – | –                                                                  |
| 11 agosto 1945                 | 17 ottobre 1945            | Petros Voulgaris Πέτρος Βούλγαρης (1884–1957)                        |                   |                           | Contrammiraglio                                               | – | –                                                                  |
|                                |                            | Arcivescovo Damaskinos Αρχιεπίσκοπος Δαμασκηνός (1891–1949)          | 17 ottobre 1945   | 1º novembre 1945          | Arcivescovo di Atene                                          | Reggente e primo ministro. | –                                                                  |
|                                |                            | Panagiōtīs Kanellopoulos Παναγιώτης Κανελλόπουλος (1902–1986)        | 1º novembre 1945  | 22 novembre 1945          | Partito Unionista Nazionale                                   | – | –                                                                  |
|                                |                            | Themistoklīs Sofoulīs Θεμιστοκλής Σοφούλης (1862–1949)               | 22 novembre 1945  | 4 aprile 1946             | Partito dei Liberali                                          | – | –                                                                  |
|                                |                            | Panagiōtīs Poulitsas Παναγιώτης Πουλίτσας (1881–1968)                | 4 aprile 1946     | 18 aprile 1946            | Indipendente                                                  | Giudice Superiore. Governo provvisorio. | –                                                                  |
|                                |                            | Konstantinos Tsaldaris Κωνσταντίνος Τσαλδάρης (1884–1970)            | 18 aprile 1946    | 2 ottobre 1946            | Partito Populista                                             | – | 1946                                                               |
| 2 ottobre 1946                 | 25 gennaio 1947            | Konstantinos Tsaldaris Κωνσταντίνος Τσαλδάρης (1884–1970)            |                   |                           | Partito Populista                                             | – | 1946                                                               |
|                                |                            | Dimitrios Maximos Δημήτριος Μάξιμος (1873–1955)                      | 25 gennaio 1947   | 29 agosto 1947            | Partito Populista                                             | Capo del governo di coalizione. | 1946                                                               |
|                                |                            | Konstantinos Tsaldaris Κωνσταντίνος Τσαλδάρης (1884–1970)            | 29 agosto 1947    | 7 settembre 1947          | Partito Populista                                             | | 1946                                                               |
|                                |                            | Themistoklīs Sofoulīs Θεμιστοκλής Σοφούλης (1862–1949)               | 7 settembre 1947  | 18 novembre 1948          | Partito dei Liberali                                          | Quattro mandati, capo di governi di coalizione di tutti i partiti di centro e di destra.                                                              | 1946                                                               |
| 18 novembre 1948               | 20 gennaio 1949            | Themistoklīs Sofoulīs Θεμιστοκλής Σοφούλης (1862–1949)               |                   |                           | Partito dei Liberali                                          | Quattro mandati, capo di governi di coalizione di tutti i partiti di centro e di destra.                                                              | 1946                                                               |
| 20 gennaio 1949                | 14 aprile 1949             | Themistoklīs Sofoulīs Θεμιστοκλής Σοφούλης (1862–1949)               |                   |                           | Partito dei Liberali                                          | Quattro mandati, capo di governi di coalizione di tutti i partiti di centro e di destra.                                                              | 1946                                                               |
| 14 aprile 1949                 | 24 giugno 1949             | Themistoklīs Sofoulīs Θεμιστοκλής Σοφούλης (1862–1949)               |                   |                           | Partito dei Liberali                                          | Quattro mandati, capo di governi di coalizione di tutti i partiti di centro e di destra.                                                              | 1946                                                               |
|                                |                            | Markos Vafiadis Μάρκος Βαφειάδης (1906–1992)                         | 24 dicembre 1947  | 7 febbraio 1949           | Partito Comunista di Grecia                                   | Capo di un governo provvisorio. | 1946                                                               |
|                                |                            | Nikos Zachariadīs Νικόλαος Ζαχαριάδης (1903–1973)                    | 7 febbraio 1949   | 3 aprile 1949             | Partito Comunista di Grecia                                   | – | 1946                                                               |
|                                |                            | Dīmītrīs Partsalidīs Δημήτριος Παρτσαλίδης (1905–1980)               | 3 aprile 1949     | ottobre 1950              | Partito Comunista di Grecia                                   | – | 1946                                                               |
|                                |                            | Alexandros Diomidis Αλέξανδρος Διομήδης (1875–1950)                  | 30 giugno 1949    | 6 gennaio 1950            | Partito dei Liberali                                          | Capo del governo di coalizione di tutti i partiti di centro e di destra.                                                                              | 1946                                                               |
|                                |                            | Ioannis Theotokis Ιωάννης Θεοτόκης (1880–1961)                       | 6 gennaio 1950    | 23 marzo 1950             | Partito Populista                                             | Capo di governo tecnico. | 1946                                                               |
|                                |                            | Sofoklīs Venizelos Σοφοκλής Βενιζέλος (1894–1964)                    | 23 marzo 1950     | 15 aprile 1950            | Partito dei Liberali                                          | – | 1950                                                               |
|                                |                            | Nikolaos Plastiras Νικόλαος Πλαστήρας (1883–1953)                    | 15 aprile 1950    | 21 agosto 1950            | Unione Progressista Nazionale di Centro                       | – | 1950                                                               |
|                                |                            | Sofoklīs Venizelos Σοφοκλής Βενιζέλος (1894–1964)                    | 21 agosto 1950    | 13 settembre 1950         | Partito dei Liberali                                          | – | 1950                                                               |
| 13 settembre 1950              | 3 novembre 1950            | Sofoklīs Venizelos Σοφοκλής Βενιζέλος (1894–1964)                    |                   |                           | Partito dei Liberali                                          | – | 1950                                                               |
| 3 novembre 1950                | 27 ottobre 1951            | Sofoklīs Venizelos Σοφοκλής Βενιζέλος (1894–1964)                    |                   |                           | Partito dei Liberali                                          | – | 1950                                                               |
|                                |                            | Nikolaos Plastiras Νικόλαος Πλαστήρας (1883–1953)                    | 27 ottobre 1951   | 11 ottobre 1952           | Unione Progressista Nazionale di Centro                       | – | 1951                                                               |
|                                |                            | Dimitrios Kiousopoulos Δημήτριος Κιουσόπουλος (1892–1977)            | 11 ottobre 1952   | 19 novembre 1952          | Indipendente                                                  | Giudice Superiore. Capo di un governo tecnico. | 1951                                                               |
|                                |                            | Alexander Papagos Αλέξανδρος Παπαγος (1883–1955)                     | 19 novembre 1952  | 4 ottobre 1955            | Raggruppamento Ellenico                                       | Feldmaresciallo a riposo. | 1952                                                               |
|                                |                            | Kōnstantinos Karamanlīs Κωνσταντίνος Καραμανλής (1907–1998)          | 6 ottobre 1955    | 29 febbraio 1956          | Raggruppamento Ellenico                                       | – | 1952                                                               |
|                                | 29 febbraio 1956           | Kōnstantinos Karamanlīs Κωνσταντίνος Καραμανλής (1907–1998)          | 5 marzo 1958      | Unione Radicale Nazionale | 1956                                                          | – |                                                                    |
|                                |                            | Konstantinos Georgakopoulos Κωνσταντίνος Γεωργακόπουλος (1890–1978)  | 5 marzo 1958      | 17 maggio 1958            | 1956                                                          | Indipendente | Presidente della Croce Rossa Ellenica. Capo di un governo tecnico. |
|                                |                            | Kōnstantinos Karamanlīs Κωνσταντίνος Καραμανλής (1907–1998)          | 17 maggio 1958    | 20 settembre 1961         | Unione Radicale Nazionale                                     | – | 1958                                                               |
|                                |                            | Konstantinos Dovas Κωνσταντίνος Δόβας (1898–1973)                    | 20 settembre 1961 | 4 novembre 1961           | Indipendente                                                  | Generale a riposo, capo del Royal Household. Capo di un governo tecnico.                                                                              | 1958                                                               |
|                                |                            | Kōnstantinos Karamanlīs Κωνσταντίνος Καραμανλής (1907–1998)          | 4 novembre 1961   | 17 giugno 1963            | Unione Radicale Nazionale                                     | – | 1958                                                               |
|                                |                            | Panagiōtīs Pipinelīs Παναγιώτης Πιπινέλης (1899–1970)                | 17 giugno 1963    | 29 settembre 1963         | Unione Radicale Nazionale                                     | – | 1958                                                               |
|                                |                            | Stylianos Mavromichalis Στυλιανός Μαυρομιχάλης (1902–1981)           | 29 settembre 1963 | 8 novembre 1963           | Indipendente                                                  | Giudice Superiore. Capo di un governo tecnico. | 1958                                                               |
|                                |                            | Geōrgios Papandreou Γεώργιος Παπανδρέου (1888–1968)                  | 8 novembre 1963   | 30 dicembre 1963          | Unione di Centro                                              | – | 1963                                                               |
|                                |                            | Ioannis Paraskevopoulos Ιωάννης Παρασκευόπουλος (1900–1984)          | 30 dicembre 1963  | 18 febbraio 1964          | Indipendente                                                  | Vicepresidente della Banca di Grecia. Capo di un governo ad interim.                                                                                  | 1963                                                               |
|                                |                            | Geōrgios Papandreou Γεώργιος Παπανδρέου (1888–1968)                  | 18 febbraio 1964  | 15 luglio 1965            | Unione di Centro                                              | – | 1964                                                               |
|                                |                            | Georgios Athanasiadis-Novas Γεώργιος Αθανασιάδης-Νόβας (1893–1987)   | 15 luglio 1965    | 20 agosto 1965            | ex-Unione di Centro                                           | Non riesce ad ottenere la fiducia del Parlamento. | 1964                                                               |
|                                |                            | Ilias Tsirimokos Ηλίας Τσιριμώκος (1907–1968)                        | 20 agosto 1965    | 17 settembre 1965         | ex-Unione di Centro                                           | Non riesce ad ottenere la fiducia del Parlamento. | 1964                                                               |
|                                |                            | Stefanos Stefanopoulos Στέφανος Στεφανόπουλος (1898–1982)            | 17 settembre 1965 | 22 dicembre 1966          | Centro Liberal-Democratico                                    | Impossibile ottenere la fiducia parlamentare nel corso del 1965 per Apostasia.                                                                        | 1964                                                               |
|                                |                            | Ioannis Paraskevopoulos Ιωάννης Παρασκευόπουλος (1900–1984)          | 22 dicembre 1966  | 3 aprile 1967             | Indipendente                                                  | Vice presidente della Banca della Grecia. Capo di un governo tecnico.                                                                                 | 1964                                                               |
|                                |                            | Panagiōtīs Kanellopoulos Παναγιώτης Κανελλόπουλος (1902–1986)        | 3 aprile 1967     | 21 aprile 1967            | Unione Radicale Nazionale                                     | Capo di un governo tecnico. | 1964                                                               |
| Dittatura Militare (1967–1974) |                            |                                                                      |                   |                           |                                                               | |                                                                    |
|                                |                            | Kōnstantinos Kollias Κωνσταντίνος Κόλλιας (1901–1998)                | 21 aprile 1967    | 13 dicembre 1967          | Indipendente                                                  | Alto Giudice. | –                                                                  |
|                                |                            | Geōrgios Papadopoulos Γεώργιος Παπαδόπουλος (1919–1999)              | 13 dicembre 1967  | 8 ottobre 1973            | Colonnello                                                    | Leader degli ufficiali del colpo di Stato. La monarchia viene abolita il 1º giugno 1973.                                                              | –                                                                  |
|                                |                            | Spyridōn Markezinīs Σπύρος Μαρκεζίνης (1909–2000)                    | 8 ottobre 1973    | 25 novembre 1973          | Unione Radicale Nazionale                                     | Rovesciato dagli estremisti guidati da Dīmītrios Iōannidīs.                                                                                           | –                                                                  |
|                                |                            | Adamantios Androutsopoulos Αδαμάντιος Ανδρουτσόπουλος (1919–2000)    | 25 novembre 1973  | 24 luglio 1974            | Indipendente                                                  | Rovesciato dal processo di restaurazione democratica del paese.                                                                                       | –                                                                  |

## Terza Repubblica (dal 1974)
| Nominativo          | Nominativo        | Nominativo                                                       | Partito                          | Governo                             | Mandato           | Mandato           | Note | Elezione                                                  |
| Nominativo          | Nominativo        | Nominativo                                                       | Partito                          | Governo                             | Inizio            | Fine              | Note | Elezione                                                  |
| ------------------- | ----------------- | ---------------------------------------------------------------- | -------------------------------- | ----------------------------------- | ----------------- | ----------------- | --- | --------------------------------------------------------- |
|                     |                   | Kōnstantinos Karamanlīs Κωνσταντίνος Καραμανλής (1907–1998)      | Nuova Democrazia                 | K.G. Karamanlis V (Unità nazionale) | 24 luglio 1974    | 21 novembre 1974  | Tre mandati consecutivi. Viene stabilita una repubblica parlamentare da un referendum il 13 dicembre 1974. È adottata una nuova costituzione. | –                                                         |
| K.G. Karamanlis VI  | 21 novembre 1974  | Kōnstantinos Karamanlīs Κωνσταντίνος Καραμανλής (1907–1998)      | Nuova Democrazia                 | 28 novembre 1977                    | 1974              |                   | Tre mandati consecutivi. Viene stabilita una repubblica parlamentare da un referendum il 13 dicembre 1974. È adottata una nuova costituzione. |                                                           |
| K.G. Karamanlis VII | 28 novembre 1977  | Kōnstantinos Karamanlīs Κωνσταντίνος Καραμανλής (1907–1998)      | Nuova Democrazia                 | 10 maggio 1980                      | 1977              |                   | Tre mandati consecutivi. Viene stabilita una repubblica parlamentare da un referendum il 13 dicembre 1974. È adottata una nuova costituzione. |                                                           |
|                     |                   | Geōrgios Rallīs Γεώργιος Ράλλης (1918–2006)                      | Nuova Democrazia                 | Rallis                              | 1977              | 10 maggio 1980    | 21 ottobre 1981 | Succede a Karamanlis, dimessosi per diventare Presidente. |
|                     |                   | Andreas Papandreou Ανδρέας Παπανδρέου (1919–1996)                | Movimento Socialista Panellenico | A.Papandreou I                      | 21 ottobre 1981   | 5 giugno 1985     | Due mandati consecutivi. La revisione costituzionale del 1986 riduce i poteri della Presidenza.                                               | 1981                                                      |
| A. Papandreou II    | 5 giugno 1985     | Andreas Papandreou Ανδρέας Παπανδρέου (1919–1996)                | Movimento Socialista Panellenico | 2 luglio 1989                       | 1985              |                   | Due mandati consecutivi. La revisione costituzionale del 1986 riduce i poteri della Presidenza.                                               |                                                           |
|                     |                   | Tzannīs Tzannetakīs Τζαννής Τζαννετάκης (1927–2010)              | Nuova Democrazia                 | Tzannetakis (ND–Syn)                | 2 luglio 1989     | 12 ottobre 1989   | Capo della coalizione di governo con Synaspismós.                                                                                             | Giugno 1989                                               |
|                     |                   | Ioannis Grivas Ιωάννης Γρίβας (1923–2016)                        | Indipendente                     | Grivas                              | 12 ottobre 1989   | 23 novembre 1989  | Presidente della Corte Suprema. Capo del governo di transizione.                                                                              | Giugno 1989                                               |
|                     |                   | Xenophon Zolotas Ξενοφών Ζολώτας (1904–2004)                     | Indipendente                     | Zolotas (ND–PASOK–Syn)              | 23 novembre 1989  | 11 aprile 1990    | Ex governatore della Banca di Grecia. Capo del governo di unità nazionale.                                                                    | Nov. 1989                                                 |
|                     |                   | Kōnstantinos Mītsotakīs Κωνσταντίνος Μητσοτάκης (1918–2017)      | Nuova Democrazia                 | Mitsotakis Sr.                      | 11 aprile 1990    | 13 ottobre 1993   | Inizio della disputa sul nome della Macedonia. Si dimette dopo aver perso la maggioranza parlamentare.                                        | 1990                                                      |
|                     |                   | Andreas Papandreou Ανδρέας Παπανδρέου (1919–1996)                | Movimento Socialista Panellenico | A. Papandreou III                   | 13 ottobre 1993   | 22 gennaio 1996   | Dimesso per ragioni di salute, muore poco dopo.                                                                                               | 1993                                                      |
|                     |                   | Kostas Simitis Κώστας Σημίτης (1936–2025)                        | Movimento Socialista Panellenico | Simitis I                           | 22 gennaio 1996   | 25 settembre 1996 | Eletto dal partito per sostituire Papandreou ammalato. Crisi di Imia. Revisione costituzionale del 2001.                                      | 1993                                                      |
| Simitis II          | 25 settembre 1996 | Kostas Simitis Κώστας Σημίτης (1936–2025)                        | Movimento Socialista Panellenico | 13 aprile 2000                      | 1996              |                   | Eletto dal partito per sostituire Papandreou ammalato. Crisi di Imia. Revisione costituzionale del 2001.                                      |                                                           |
| Simitis III         | 13 aprile 2000    | Kostas Simitis Κώστας Σημίτης (1936–2025)                        | Movimento Socialista Panellenico | 10 marzo 2004                       | 2000              |                   | Eletto dal partito per sostituire Papandreou ammalato. Crisi di Imia. Revisione costituzionale del 2001.                                      |                                                           |
|                     |                   | Kōstas Karamanlīs Κώστας Καραμανλής (1956– )                     | Nuova Democrazia                 | K.A. Karamanlis I                   | 10 marzo 2004     | 17 settembre 2007 | Due mandati consecutivi. Revisione costituzionale del 2008. Olimpiadi di Atene 2004.                                                          | 2004                                                      |
| K.A. Karamanlis II  | 17 settembre 2007 | Kōstas Karamanlīs Κώστας Καραμανλής (1956– )                     | Nuova Democrazia                 | 6 ottobre 2009                      | 2007              |                   | Due mandati consecutivi. Revisione costituzionale del 2008. Olimpiadi di Atene 2004.                                                          |                                                           |
|                     |                   | George A. Papandreou Γεώργιος Α. Παπανδρέου (1952– )             | Movimento Socialista Panellenico | G. Papandreou                       | 6 ottobre 2009    | 11 novembre 2011  | Crisi del debito 2010-2012. Dimessosi. | 2009                                                      |
|                     |                   | Lucas Papademos Λουκάς Παπαδήμος (1947– )                        | Indipendente                     | Papademos (PASOK–ND–LAOS)           | 11 novembre 2011  | 16 maggio 2012    | Governo di unità nazionale in risposta alla crisi del debito.                                                                                 | 2009                                                      |
|                     |                   | Panagiōtīs Pikrammenos Παναγιώτης Πικραμμένος (1945– )           | Indipendente                     | Pikrammenos                         | 16 maggio 2012    | 20 giugno 2012    | Presidente del Consiglio di Stato; transizione dopo la mancata formazione del governo.                                                        | Maggio 2012                                               |
|                     |                   | Antōnīs Samaras Αντώνης Σαμαράς (1951– )                         | Nuova Democrazia                 | Samaras (ND - PASOK)                | 20 giugno 2012    | 26 gennaio 2015   | | Giugno 2012                                               |
|                     |                   | Alexīs Tsipras Αλέξης Τσίπρας (1974– )                           | SYRIZA                           | Tsipras I (SYRIZA - ANEL)           | 26 gennaio 2015   | 27 agosto 2015    | | Gennaio 2015                                              |
|                     |                   | Vasilikī Thanou-Christofilou Βασιλική Θάνου-Χριστοφίλου (1950– ) | Indipendente                     | Thanou-Christofilou                 | 27 agosto 2015    | 21 settembre 2015 | Presidentessa della Corte Suprema. Forma un governo di transizione in attesa di nuove elezioni.                                               | Gennaio 2015                                              |
|                     |                   | Alexīs Tsipras Αλέξης Τσίπρας (1974– )                           | SYRIZA                           | Tsipras II (SYRIZA - ANEL)          | 21 settembre 2015 | 8 luglio 2019     | | Settembre 2015                                            |
|                     |                   | Kyriakos Mītsotakīs Κυριάκος Μητσοτάκης (1968– )                 | Nuova Democrazia                 | Mītsotakīs I                        | 8 luglio 2019     | 25 maggio 2023    | | 2019                                                      |
|                     |                   | Iōannīs Sarmas Ιωάννης Σαρμάς (1957– )                           | Indipendente                     | Sarmas                              | 25 maggio 2023    | 26 giugno 2023    | Presidente della Corte dei Conti. Forma un governo di transizione in attesa di nuove elezioni.                                                | Maggio 2023                                               |
|                     |                   | Kyriakos Mītsotakīs Κυριάκος Μητσοτάκης (1968– )                 | Nuova Democrazia                 | Mītsotakīs II                       | 26 giugno 2023    | in carica         | | Giugno 2023                                               |

## Ex primi ministri viventi
| Primo ministro               | Anni di governo | Data di nascita   | Partito                             |
| ---------------------------- | --------------- | ----------------- | ----------------------------------- |
| Kōstas Karamanlīs            | 2004–2009       | 14 settembre 1956 | Nuova Democrazia                    |
| Giōrgos Papandreou           | 2009–2011       | 16 giugno 1952    | Movimento Socialista Panellenico    |
| Loukas Papadīmos             | 2011–2012       | 11 ottobre 1947   | Indipendente                        |
| Panagiōtīs Pikrammenos       | 2012            | 26 luglio 1945    | Indipendente (poi Nuova Democrazia) |
| Antōnīs Samaras              | 2012–2015       | 23 maggio 1951    | Nuova Democrazia                    |
| Alexīs Tsipras               | 2015; 2015–2019 | 28 luglio 1974    | Coalizione della Sinistra Radicale  |
| Vasilikī Thanou-Christofilou | 2015            | 3 novembre 1950   | Indipendente                        |
| Iōannīs Sarmas               | 2023            | 21 marzo 1957     | Indipendente                        |